# Nåara/Härbergsdalens naturreservat
Nåara/Härbergsdalens naturreservat är ett naturreservat i Strömsunds kommun i Jämtlands län.
Området är naturskyddat sedan 2023 och är 302 kvadratkilometer stort. Reservatet ligger nordost om Frostvikens kyrka i Gäddede och består av delar av Aerhtseges och Ovredahkes kalfjäll, ett flertal sjöar och vattendrag samt stora sammanhängande fjällnära skogar och våtmarker. 